# Наоми Скот
Наоми Грейс Скот (на английски: Naomi Grace Scott) е английска актриса и певица. Известна е с ролите си във филмите Лимонадената банда (2011), Power Rangers (2017) и Аладин (2019).

## Произход и младежки години
Скот е родена в лондонския квартал Хаунзлоу на 6 май 1993 г. тя идва от смесен брак. Майка ѝ, Уша, е родом от Уганда, но с индийски корени. Тя емигрира в Англия като малка, където се среща с баща ѝ, Кристофър, който е англичанин. Скот има по-голям брат, Джошуа. И двамата ѝ родители са свещеници в Уудфорд, Редбридж, Североизточен Лондон. Скот е участвала в мисионерска и информационна дейност. Посещава християнско училище в Лоутън, Есекс.

## Кариера
Скот започва певческата си кариера в младежка група към църковната на родителите си. В училище тя редовно има представления в мюзикъли и драматични постановки. По-късно е открита от британската поп певица Келе Брайън от момичешката група Eternal. Тя започва да работи с британските автори на песни и продуценти Xenomania.
Първата ѝ по-голяма роля като актриса е в сериалът на Дисни Ченъл Life Bites. През 2010 г. играе във филма на Дисни Ченъл Лимонадената банда, което е и първата ѝ роля в американска продукция. През същата година е избрана да участва в научнофантастичния сериал Terra Nova, който започва излъчване през септември 2011 г. по Fox. През 2013 г. се появява в клипа към песента Hurricane на колежката си от Лимонадената банда Бриджит Мендлър. През август 2014 г. издава свой собствен EP, озаглавен Invisible Division. След това заснема ролята на Риоко във филма Марсианецът на Ридли Скот, но нейните сцени са изрязани от крайния продукт. През октомври 2015 г. е избрана да играе ролята на Кимбърли Харт, розовият рейнджър, във филма Power Rangers (2017), който е филмова адаптация на едноименния телевизионен сериал. След излизането на филма Скот е номинирана за пръв път за Teen Choice Awards. През 2019 г. Скот влиза в ролята на принцеса Жасмин във филма Аладин.
През юли 2018 г. е потвърдено, че Скот ще играе единия от трите ангела в Новите ангели на Чарли, режисиран от Елизабет Банкс.

## Личен живот
През юни 2014 г. Наоми Скот се омъжва за футболиста Джордан Спенс, след като са били заедно четири години. Двамата се запознават в църквата, където служат родителите ѝ.

## Филмография
| Година | Заглавие               | Роля                           | Бележки        |
| ------ | ---------------------- | ------------------------------ | -------------- |
| 2015   | 33-мата                | Ескарлете Спулведа             |                |
| 2017   | Power Rangers          | Кимбърли Харт / Розов рейнджър |                |
| 2019   | Аладин                 | Принцеса Жасмин                |                |
| 2019   | Новите ангели на Чарли | Елена Хофлин                   |                |
| 2024   | Дълги разстояния       | Наоми Калоуей                  |                |
| 2024   | Усмивка 2              | Скай Райли                     |                |
| 2025   | Вечно завръщане        | Кас                            | Пост-продукция |
|        | Магьосници!            | Неизвестна                     | Завършен       |

| Година      | Заглавие           | Роля                 | Бележки           |
| ----------- | ------------------ | -------------------- | ----------------- |
| 2008 – 2009 | Life Bites         | Меган                | Главна роля       |
| 2011        | Лимонадената банда | Мохини „Мо“ Бенджари | Телевизионен филм |
| 2011        | Terra Nova         | Мади Шанън           | Главна роля       |
| 2013        | By Any Means       | Ванеса Веласкес      | Епизод 3          |
| 2015 – 2016 | Lewis              | Сахира Десай         | Сезон 9           |

## Дискография

### EP
- Invisible Division (2014)
- Promises (2016)